# Garrulus
Garrulus és un gènere d'ocells de la família dels còrvids (Corvidae) que habiten a Euràsia. Als Països Catalans hi viu el gaig que fa extensiu el seu nom a la resta d'ocells del gènere, altres ocells de la mateixa família i encara altres sense relació taxonòmica, com ara el gaig blau.

## Llista d'espècies
Se n'han descrit tres espècies dins aquest gènere:
- Gaig eurasiàtic (Garrulus glandarius).
- Gaig de Lidth (Garrulus lidthi).
- Gaig capnegre (Garrulus lanceolatus).